# Stazione di Kawachi-Katakami
La stazione di Kawachi-Katakami (河内堅上駅?, Kawachi-Katakami-eki) è una stazione ferroviaria di Kashiwara, città della prefettura di Osaka in Giappone, situata sulla linea principale Kansai (linea Yamatoji). La stazione si trova in una zona semirurale.

## Linee

### Treni
- JR West
  - ■ Linea Yamatoji

## Caratteristiche
La stazione ha una due banchine laterali serventi due binari.
| 1 | ■ Linea Yamatoji | per Ōji, Nara e Takada                      |
| 2 | ■ Linea Yamatoji | per Tennōji, Shin-Imamiya, Namba JR e Osaka |

## Stazioni adiacenti
| «                                 | Servizio       | »              |
| Linea Yamatoji                    | Linea Yamatoji | Linea Yamatoji |
| --------------------------------- | -------------- | -------------- |
| Takaida                           | Locale         | Sangō          |
| Tutti gli altri treni non fermano |                |                |